# Scalaronoba
Scalaronoba is een geslacht van weekdieren uit de klasse van de Gastropoda (slakken).

## Soorten
- Scalaronoba chemnitzia Laws, 1944 †
- Scalaronoba costata Powell, 1927
- Scalaronoba pristina Laws, 1941 †
- Scalaronoba secunda Powell, 1940